# 格蕾丝·克林顿
格蕾丝·克林顿（英語：Grace Clinton，2003年3月31日—），英国职业足球运动员，司职中场，效力于英女超球队曼联和英格兰女足。她在埃弗顿出道，2022年加入曼联，期间获租借至布里斯托尔城，帮助球队夺得2022至23赛季英女冠冠军。2023年夏季再租借至热刺，凭借在热刺的出色表现，荣膺PFA年度最佳女子青年球員，入选2023至24赛季PFA年度最佳陣容。

## 俱乐部生涯

### 埃弗顿
格蕾丝在埃弗顿青训学院接受训练。2020至21赛季开始前，年仅16岁的格蕾丝获球队征召，参加一线队球员的集训。球队主教练威利·柯克称赞她是“非常有天赋的青少年，可能是我们第六选择的中场球员。她可以效力于每一支英女冠球队，可能也适合几支英女超球队”。不过，威利也注意到格蕾丝在防守方面还有改善空间，“没有控球的时候有点懒惰，这有点让人感到沮丧”；2021年1月，足坛老将吉尔·斯科特从曼城转会至埃弗顿，威利认为吉尔的到来能为格蕾丝产生一些正面影响。
2020年8月，埃弗顿女足与英女冠球队布莱克本流浪者女足举行季前友谊赛，格蕾丝在比赛中打进一球，帮助埃弗顿5比0大胜布莱克本。2020年10月3日，埃弗顿女足对阵阿斯顿维拉女足的英女超比赛，格蕾丝在第74分钟替补伊兹·克里斯蒂安森上场，首次代表埃弗顿女足成年队参加正式比赛，帮助球队6比0战胜阿斯顿维拉。
2020年11月1日，英格兰女子足总杯决赛在温布利球场举行，格蕾丝入选埃弗顿女足替补名单，但未上场，最终埃弗顿加时赛3比1不敌曼城。2020年11月18日，埃弗顿女足与利物浦女足在2020年2021年英格兰女子足球联赛杯上演默西賽德郡打吡战，格蕾丝首次在埃弗顿女足首发，帮助球队1比0战胜利物浦。

### 曼联
2022年7月15日，曼联女足宣布签下格蕾丝，合同期三年。曼联女足主教练马克·斯金纳对格蕾丝的签约感到感性，说她“会（为球队）带来发明、创造，同时具有（球队）所需个性和韧性”。

#### 租借至埃弗顿
2023年1月14日，在曼联没有出场机会的格蕾丝被租借到英女冠的布里斯托尔城，租借期至赛季结束。次日，布里斯托尔城3比2逆转战胜考文垂联，格蕾丝在比赛中献上布里斯托尔城生涯处女秀，于第93分钟打入扳平比分的一球。英格兰女子足球联赛杯，埃弗顿1比0战胜雷威斯女足，第二场代表布里斯托尔城女足上场的格蕾丝两黄变一红罚下。
2023年4月23日，埃弗顿女足4比0战胜查尔顿竞技女足，格蕾丝为埃弗顿取得开门红，帮助球队拿下2022至23赛季英女冠冠军，重返至英女超。租借至布里斯托尔城期间，格蕾丝共出场15次、攻入6球。曼联女足主教练斯金纳认为格蕾丝租借至埃弗顿期间的表现，为她的职业生涯奠定了良好基础。

#### 租借至热刺
2023年8月14日，格蕾丝被租借至英女超球队熱刺。据TalkSPORT统计，2023至24赛季，格蕾丝每分钟铲球次数在热刺女足排第四。
2023年10月15日，热刺对阵布莱顿女足，格蕾丝世界波破门，帮助球队取得领先，最终3比1战胜对手。之后对阵阿斯顿维拉女足的比赛，格蕾丝助攻玛塔·托马斯破门，帮助球队4比2战胜对手。2024年1月21日，热刺在联赛4比3战胜西汉姆联女足，格蕾丝梅开二度并助攻一次，为热刺取得比赛主动权发挥主心骨作用。即便在球队陷入低估的情况，格蕾丝仍保持稳定发挥，被BBC體育评为英女超联赛的“杰出表演者”。2023至24赛季英女超，格蕾丝共出场20次，贡献4球，助攻4次。赛季结束后当选PFA年度最佳女子青年球員。

#### 回归曼联
2024年9月21日，英女超首回合比赛，格蕾丝上演曼联生涯处女秀，在老特拉福德球场3比0战胜西汉姆联女足。2025年1月9日，格蕾丝与曼联女足续约一年，合同至2026年届满，彼时她在球队出场10次，贡献4次。

## 国家队生涯

### 青年队
格蕾丝曾效力于英格兰U17、英格兰U19和英格兰U23。
2021年7月30日，英格兰U19对阵捷克U19，格蕾丝先是助攻队友绝平球，之后打入全场最后一球，帮助英格兰4比1战胜对手。2021年10月，2022年欧洲U-19女子足球锦标赛资格赛，格蕾丝上演帽子戏法，帮助英格兰8比1大胜北爱尔兰。她之后在1比0战胜瑞士的比赛中攻入绝杀球，帮助英格兰U19女足晋级决赛周。2022年2月17日，马贝拉U19国际锦标赛，格蕾丝攻入全场首球，帮助英格兰U19女足4比0战胜芬兰。2022年6月，格蕾丝入选英格兰U19女足参加2022年欧洲U-19女子足球锦标赛大名单。在对阵挪威的小组赛中，格蕾丝攻入全场最后一球，帮助英格兰8比1大胜对手。小组赛阶段，格蕾丝每场比赛均首发，惟英格兰在小组赛阶段淘汰出局。
2022年11月，格蕾丝代表英格兰U23女足参加对阵荷兰和意大利的友谊赛。2023年4月，她参加对阵葡萄牙和比利时的友谊赛。同年9月，再被征召参加对阵挪威和比利时的比赛，两场比赛均首发。

### 成年队
2023年10月，格蕾丝获英格兰女足征召参加对阵比利時的歐洲足協女子國家聯賽，但没有正式上场。2023年12月，再度入选英格兰女足对阵荷兰及苏格兰比赛的名单，也没有出场。2024年2月23日，格蕾丝首次在英格兰女足首发，表现亮眼，开场19分钟便取得进球，帮助英格兰女足在友谊赛中7比2大胜奥地利女足。
2024年12月，英格兰女足对阵瑞士女足的友谊赛，格蕾丝第五次代表英格兰女足登场，攻入国家队第三球。格蕾丝凭借比赛上半场的出色表现获得舆论好评，《衛報》认为她是英格兰的明日之星。英格兰足球协会将格蕾丝列为第228号传奇。2025年6月，格蕾丝入选英格兰女足参加2025年歐洲女子足球錦標賽的大名单。

## 比赛风格
格蕾丝是一位多才多艺的球员，在球场中担任10号前腰球员角色，也可以担任8号全能中场或边中场。Goal.com认为她能够发现并利用空间进行半转身进攻，以自身创造力和视野瓦解防守。
格蕾丝在必要时也会用身体素质和力量进行认真防守。前英格兰女足队长斯蒂夫·霍顿认为格蕾丝是一位“能够防守，在禁区内有存在感”的球员。

## 生涯统计

### 俱乐部
最後更新：2025年5月18日
| 球队                 | 赛季     | 联赛     | 联赛 | 联赛 | 足总杯 | 足总杯 | 联赛杯 | 联赛杯 | 总计 | 总计 |
| 球队                 | 赛季     | 组别     | 出场 | 进球 | 出场   | 进球   | 出场   | 进球   | 出场 | 进球 |
| -------------------- | -------- | -------- | ---- | ---- | ------ | ------ | ------ | ------ | ---- | ---- |
| 埃弗顿               | 2020–21  | 英女超   | 6    | 0    | 1      | 0      | 2      | 0      | 9    | 0    |
| 埃弗顿               | 2021–22  | 英女超   | 8    | 0    | 1      | 0      | 3      | 1      | 12   | 1    |
| 埃弗顿               | 总计     | 总计     | 14   | 0    | 2      | 0      | 5      | 1      | 21   | 1    |
| 曼联                 | 2022–23  | 英女超   | 0    | 0    | 0      | 0      | 0      | 0      | 0    | 0    |
| 曼联                 | 2023–24  | 英女超   | 0    | 0    | 0      | 0      | 0      | 0      | 0    | 0    |
| 曼联                 | 2024–25  | 英女超   | 21   | 8    | 4      | 1      | 3      | 0      | 28   | 9    |
| 曼联                 | 总计     | 总计     | 21   | 8    | 4      | 1      | 3      | 0      | 28   | 9    |
| 布里斯托尔城（租借） | 2022–23  | 英女冠   | 12   | 6    | 2      | 0      | 1      | 0      | 15   | 6    |
| 热刺（租借）         | 2023–24  | 英女超   | 20   | 4    | 3      | 0      | 4      | 1      | 27   | 5    |
| 生涯总计             | 生涯总计 | 生涯总计 | 67   | 18   | 11     | 1      | 13     | 2      | 91   | 21   |

### 国家队
最後更新：2025年5月30日
| 国家队 | 年份 | 出场 | 进球 |
| ------ | ---- | ---- | ---- |
| 英格蘭 | 2024 | 5    | 3    |
| 英格蘭 | 2025 | 5    | 0    |
| 总计   | 总计 | 10   | 3    |

### 国家队进球纪录
最後更新：2024年12月3日
| # | 比赛日期       | 出场次数 | 比赛场地                         | 对手   | 进球比分 | 最终比分 | 比赛   |
| - | -------------- | -------- | -------------------------------- | ------ | -------- | -------- | ------ |
| 1 | 2024年2月23日  | 1        | 西班牙阿尔赫西拉斯新米拉多体育场 | 奥地利 | 2–0      | 7–2      | 友谊赛 |
| 2 | 2024年10月29日 | 4        | 英格兰考文垂建房合作社運動場     | 南非   | 2–0      | 2–1      | 友谊赛 |
| 3 | 2024年12月3日  | 5        | 英格兰谢菲尔德布拉莫巷体育场     | 瑞士   | 1–0      | 1–0      | 友谊赛 |

## 荣誉纪录
曼联女足
- 英格蘭女子足總盃亚军：2024–25（英语：2024–25 Women's FA Cup）[55]

布里斯托尔城女足
- 英格兰女子足球冠军联赛（英语：Women's Championship）冠军：2022–23（英语：2022–23 Women's Championship）

热刺
- 英格蘭女子足總盃亚军：2023–24（英语：2023–24 Women's FA Cup）

个人
- PFA年度最佳女子青年球員：2023–24[56]
- PFA年度英女超最佳球员：2023–24（英语：2023–24 Women's Super League）[57]
- 布里斯托尔城女足（英语：Bristol City W.F.C.）年度最佳青年球员：2022–23[58]
- 英格蘭女子足球超級聯賽赛季最佳阵容：2024-25[59]